# THE WORKS (ラジオ番組)
THE WORKS(ザ・ワークス）は、NACK5で2008年4月6日より2024年2月25日まで毎週日曜日24:00 - 24:30に放送されていたラジオ番組である。インターネット配信の姉妹番組としてTHE WORKS せずがあった。
パーソナリティは、放送開始時より2015年12月27日までは、志倉千代丸と桃井はるこ、2016年からは桃井はることユカフィン（番組担当初回時はアフィリア・サーガ在籍、2017年6月卒業）が担当していた。
2017年11月26日の放送で500回を達成。通常放送に続けて、4時間の特別番組「NACK5 special THE WORKS 放送500回記念拡大版」を生放送した（25:00 - 29:00）。

## 番組の概要
様々なコーナーへの投稿を元にしたパーソナリティの雑談とゲストとの対話が主で、ゲストは新曲を発売するアーティストが多い。 CMは番組の途中には挿入されない。
元はTHE WORKS特設サイトにて1週間遅れでweb配信が行われていたが更新は止まっており、生放送以外はradikoでのみ視聴可能。
2024年1月28日放送のエンディングおよび桃井のX（旧Twitter）ポストで番組終了が発表され、同年2月25日をもって終了。15年11か月の放送に幕を降ろした。最終回には初代パーソナリティの志倉が電話出演した。

## コーナー
「共鳴科学WORKS Answer;Mission」「あなたのワークス・レポート」「WORKS・川柳～！」は週替りで3曲目の直後に行われる。
- ワークスメッセージボックス

専用ノートに書かれた、前回のゲストからの質問をユカフィンか桃井が読み、それにゲストが答える。
- お知らせの時間

桃井とユカフィンがそれぞれ自身の告知をする。
- エンディング

メッセージ募集、姉妹番組のTHE WORKS せずが配信中であることなどを告知。次回登場ゲストを紹介して終わる。
- 共鳴科学WORKS Answer;Mission

「〇〇といえば？」というお題に同じ答えを出せるか桃井とユカフィンが挑戦するコーナー。ゲストも挑戦に参加する事がある。
- WORKS・川柳～！

テーマに合った身近に起きた出来事をリスナーが５・７・５の川柳にしたためるコーナー。
- あなたのワークス・レポート

リスナーの職場、バイト先で起きた出来事を報告してもらうコーナー。

## ゲスト
- 第002回：彩音
- 第003回：Asriel
- 第005回：野川さくら
- 第007回：いとうかなこ
- 第009回：Kicco
- 第010回：村田あゆみ
- 第014回：fripSide
- 第018回：彩音
- 第019回：松澤由美
- 第021回：宮崎羽衣
- 第022回：諫山実生
- 第023回：藤重政孝
- 第024回：榊原ゆい
- 第025回：Ryo
- 第030回：いとうかなこ
- 第031回：福井裕佳梨
- 第034回：たかはし智秋

･
･
･
- 第286回：酒井香奈子
- 第287回：
- 第288回：
- 第289回：いとうかなこ
- 第290回：TWO-FORMULA
- 第291回：
- 第292回：彩音
- 第293回：nao
- 第294回：marina
- 第295回：
- 第296回：
- 第297回：山本彩乃
- 第298回：アフィリア・サーガ（レイナ）
- 第299回：春奈るな
- 第300回：高橋名人
- 第301回：いとうかなこ
- 第302回：バクステ外神田一丁目（諸星あずな＆楠ゆい）

･
･
･

### 2019年
| 回  | 放送日  | ゲスト                                       | 備考 |
| --- | ------- | -------------------------------------------- | --- |
| 558 | 1月6日  | 亜咲花                                       | |
| 559 | 1月13日 | 朝倉ゆり＆河合くるみ(エラバレシ)             | |
| 560 | 1月20日 | 橘莉衣＆愛瀬りさこ(イケてるハーツ)           | |
| 561 | 1月27日 | 今井麻美                                     | |
| 563 | 2月3日  | 竹内アンナ                                   | |
| 564 | 2月10日 | 榊原ゆい                                     | |
| 564 | 2月17日 | 松澤由美                                     | |
| 565 | 2月24日 | 小山百代＆小峯愛未（サンドリオン）           | |
| 566 | 3月3日  | 旭優奈＆春咲暖（A応P）                       | |
| 567 | 3月10日 | 分島花音                                     | |
| 568 | 3月17日 | 水口ルイズ                                   | |
| 569 | 3月24日 | 彩音                                         | |
| 570 | 3月31日 | 藤崎結朱                                     | |
| 571 | 4月7日  | 安月名莉子                                   | |
| 572 | 4月14日 | Ayumu（Zwei）                                | |
| 573 | 4月21日 | 亜咲花                                       | |
| 574 | 4月28日 | 道地文子＆宮瀬しおり（きゃわふるTORNADO）    | |
| 575 | 5月5日  | 鈴木このみ                                   | |
| 576 | 5月12日 | カオリ＆ミイミ（純情のアフィリア）           | 池袋にあるサンシャインシティ噴水広場での公開録音分を放送                                                            |
| 577 | 5月19日 | angela                                       | |
| 578 | 5月26日 | 濱田貴司（ミッション）                       | |
| 579 | 6月2日  | 橋爪もも                                     | FM NACK5「生乾き放送～終わりよければ～」とコラボ放送 桃井はることユカフィンが直後に放送の「生乾き放送」にゲスト出演 |
| 580 | 6月9日  | 熊本美和＆堀内華央理（バクステ外神田一丁目） | |
| 581 | 6月16日 | Fuki                                         | |
| 582 | 6月23日 | 桐生朱音＆柳木みり（ピュアリーモンスター）   | |
| 583 | 6月30日 | YOFFY（サイキックラバー）                    | |
| 584 | 7月7日  | 春咲暖＆星希成奏（A応P）                     | |

## 番組主題歌

### オープニングテーマ
初期は「悠遠のアミュレット」。
2016年3月より「キラキラレディオ」（アフィリア・サーガ）。

## THE WORKS せず
THE WORKSの姉妹番組としてHiBiKi Radio Stationで2010年5月3日から隔週月曜日にweb配信していた。2024年2月2日の配信をもって終了。
表題どおり「働かない」ことを意識したしゃべりを行う番組。ゲストはTHE WORKSと被るものの、メールの宛先は異なっている。

## その他
2025年6月22日23:30-24:00に放送されたNACK5「NACKアフィラジ」（MCは純情のアフィリア/寺坂ユミ・葉山カナ・渚カオリ）では、OPジングルに「THE WORKS」のサウンドロゴが使われ、ゲスト出演者の桃井とユカフィンが番組冒頭でメインの声出しをする等で、実質的に「THE WORKS 復活特番」の構成・内容となった。